# Erythranthe eastwoodiae
Erythranthe eastwoodiae är en gyckelblomsväxtart som först beskrevs av Per Axel Rydberg, och fick sitt nu gällande namn av Guy L. Nesom och N.S.Fraga. Erythranthe eastwoodiae ingår i släktet Erythranthe och familjen gyckelblomsväxter. Inga underarter finns listade i Catalogue of Life.